# أليخاندرو ليميا
أليخاندرو ليميا (بالإسبانية: Alejandro Limia)‏ هو لاعب كرة قدم أرجنتيني في مركز حراسة المرمى، ولد في 16 يوليو 1975 في أفيانيدا في الأرجنتين. لعب مع أرسنال ساراندي وأمريكا دي كالي ونادي بطليوس ونادي قادش ونادي لانوس وهوراكان ويونيون دي سانتا في.

## وصلات خارجية
- أليخاندرو ليميا على موقع قاعدة بيانات كرة القدم.إي يو (الإنجليزية)
- أليخاندرو ليميا على موقع Soccerway.com (الإنجليزية)
- أليخاندرو ليميا على موقع عالم كرة القدم.نت (الإنجليزية)